# Janja Praška
Sveta Janja Praška ili Agneza Praška (Prag, 1211. – Prag, 6. ožujka 1282.), češka svetica, klarisa, najmlađa kći kralja Otokara I. i majke Kostancije Ugarske. Spomendan joj je 2. ožujka.

## Životopis
Bila je rođakinja sv. Elizabete Ugarske. U dobi od 3 godine, određeno je da se uda za sina vojvode od Šleske. Nekoliko godina kasnije on je umro, pa se taj brak nikada nije dogodio. Planirali su je udati i za neke druge plemiće.
Sveta Janja Praška bila je duboko religiozna i nije se ni željela udati, nego se željela posvetiti vjerskome životu. Nakon smrti svoga oca 1230. godine, napokon je mogla slijediti svoj poziv. Uz pomoć brata, osnovala je bolnicu i pomogla podizanju samostana franjevaca. Razmijenjivala je pisma sa sv. Klarom i kao rezultat toga, došlo je pet redovnica klarisa, prve koje su zasnovale zajednicu sjeverno od Alpa. 
Osobno je postala redovnica klarisa 1236. godine. Kuhala je i brinula se za gubavce i siromašne. Osnovala je prvu češku redovničku zajednicu "Vitezovi križa crvene zvijezde", koja je pomagala bolesnicima.

## Štovanje
Papa Pio IX. proglasio ju je blaženom 1874., a papa Ivan Pavao II. proglasio ju je svetom 12. studenoga 1989. godine. Zaštitnica je Češke.